# 荚蒾
荚蒾（学名：Viburnum dilatatum）为五福花科荚蒾属的植物，又稱檕迷、檕蒾。

## 形态
落叶灌木。幼枝绿色被星状毛，近圆形或广卵形的叶子对生，叶背面具星状毛，叶背基部两侧具腺体和腺点；夏季开白色小花，在枝端密集成聚伞花序。红色广卵形的核果，果熟9～11月。

## 分布
分布于台灣、朝鲜、日本以及中国大陆的河南、广东、四川、广西、浙江、河北、江苏、陕西、湖南、云南、安徽、贵州、福建、湖北、江西等地，生长于海拔100米至1,000米的地区，多生长于山谷疏林下、林缘、山坡及山脚灌丛中，目前尚未由人工引种栽培。

## 异名
- Viburnum corylifolium auct. non Hook. f. et Thoms.
- Viburnum dilatatum Thunb. var. fulvotomentosum (Hsu) Hsu
- Viburnum dilatatum Thunb. var. macrophyllum Hsu